# Méson omega
Méson omega é uma partícula subatômica com estranheza nula e isospin nulo, pelo fato de serem feitos por dois pares de quark-antiquark.
É composto por um par de quark up-antiquark up e um par de quark down-antiquark down. É um méson vetorial e análogo ao méson eta.
O méson ω foi descoberto em 1961 Laboratório Nacional de Lawrence Berkeley.

## Características
A seguir as características do méson omega.
| Partícula | composição                                                               | massa em repouso, МeV | IG | JPC | Q | S | C | B' | tempo de vida (s)   | comunalmente decai para |
| --------- | ------------------------------------------------------------------------ | --------------------- | -- | --- | - | - | - | -- | ------------------- | ----------------------- |
| ω         | {\displaystyle \mathrm {\tfrac {u{\bar {u}}+d{\bar {d}}}{\sqrt {2}}} \,} | 782,65 ± 0,12         | 0− | 1−− | 0 | 0 | 0 | 0  | (7,58 ± 0,11)×10−23 | π+ + π− + π0            |